# ICAO空港コードの一覧/O
ICAOコードによる空港の一覧：A - B - C - D - E - F - G - H - I - J - K（KA - KG - KN） - L - M - N - O - P - Q - R - S - T - U - V - W - X - Y - Z
この一覧では次のような形式で列挙する。
- ICAOコード（IATAコード）– 空港名 – 空港の所在地

## OA - アフガニスタン
カテゴリと一覧も参照
- OABN (BIN) - バーミヤーン空港（英語版） - バーミヤーン
- OABT (BST) - ボスト空港（英語版） - ラシュカルガー
- OACC (CCN) - チャグチャラーン空港（英語版） - チャグチャラーン
- OADZ (DAZ) - ダルワーズ空港（英語版） - ダルワーズ（英語版）
- OAFR (FAH) - ファラー空港（英語版） - ファラー（英語版）
- OAFZ (FBD) - ファイザーバード空港（英語版） - ファイザーバード
- OAHN (KWH) - クワハン空港（英語版） - クワハン（英語版）
- OAHR (HEA) - ヘラート空港（英語版） - ヘラート
- OAIX (OAI) - バグラム空軍基地 - バグラム チャーリーカール（英語版）近郊
- OAJL (JAA) - ジャラーラーバード空港（英語版） - ジャラーラーバード
- OAKB (KBL) - カーブル国際空港 - カーブル
- OAKN (KDH) - カンダハール国際空港 - カンダハール
- OAKS (KHT) - ホースト飛行場（英語版） - ホースト（英語版）
- OAMN (MMZ) - メイマネ空港（英語版） - メイマネ（英語版）
- OAMS (MZR) - マザー空港（英語版） - マザーリシャリーフ
- OAQA (APH) - カラート空港（英語版） - カラート（英語版）
- OAQN (LQN) - カラエナウ空港（英語版） - カラエナウ（英語版）
- OASN (SGA) - シグナーン空港（英語版） - シグナーン（英語版）
- OATN (TII) - タリーンコート空港（英語版） - タリーンコート（英語版）
- OATQ (TQN) - タールカーン空港（英語版） - タールカーン
- OAUZ (UND) - クンドゥーズ空港（英語版） - クンドゥーズ
- OAZI  - キャンプ・バスティオン（英語版） - ヘルマンド州 ラシュカルガー近郊
- OAZJ (ZAJ) - ザランジ空港（英語版） - ザランジュ

## OB - バーレーン
カテゴリと一覧も参照
- OBBI (BAH) - バーレーン国際空港 - マナーマ
- OBBS - イサ空軍基地
- OBKH (KHB) - サヒール空軍基地 - アワーリー（英語版）

## OE - サウジアラビア
カテゴリと一覧も参照
- OEAA - アブ・アリ空港（英語版） - ジュバイル
- OEAB (AHB) - アブハー地域空港（英語版） - アブハー
- OEAH (HOF) - アル・ハサ空港（英語版） - フフーフ
- OEBA (ABT) - アル・バーハ空港（英語版） - バーハ
- OEBH (BHH) - ビシャ空港（英語版） - ビシャ（英語版）
- OEBQ - アブカイク空港（英語版） - アブカイク
- OEDF (DMM) - キング・ファハド国際空港 - ダンマーム
- OEDR (DHA)- キング・アブドラアジズ飛行場 - ダーラン
- OEDW - ダワドミ空港（英語版） - ダワドミ（英語版）
- OEGN (GIZ) - ジーザーン地域空港（英語版） - ジーザーン
- OEGS (ELQ) - カスィーム地域空港（英語版） - カスィーム州
- OEGT (URY) - クライヤト空港（英語版） - クライヤト（英語版）
- OEHL (HAS) - ハーイル地域空港（英語版） - ハーイル
- OEHR - ハラド空港（英語版） - ハラド（英語版）
- OEJB - ジュバイル空港（英語版） - ジュバイル
- OEJN (JED) - キング・アブドゥルアズィーズ国際空港 - ジッダ
- OEKK (KMC) - キング・ハーリド軍事都市空港（英語版）/キング・ハリド軍事都市
- OEKM (KMX) - キング・ハーリド空軍基地 - ハミース・ムシャイト
- OEMA (MED) - プリンス・モハンマド・ビン・アブドゥルアズィーズ国際空港 - マディーナ
- OENG (EAM) - ナジュラーン国内線空港（英語版） - ナジュラーン
- OEPA (AQI) - カイスマフ空港（英語版） - カイスマフ（英語版）
- OEPS - プリンス・スルタン空軍基地（英語版） - アル・カルジ（英語版）
- OERF (RAH) - ラフハー空港（英語版） - ラフハー（英語版）
- OERK (RUH) - キング・ハーリド国際空港 - リヤド
- OERM - ラス・アル・ミシャブ空港（英語版） - ラス・アル・ミシャブ
- OERR (RAE) - アラル空港（英語版） - アラル
- OERT - ラス・タヌラ空港（英語版） - ラス・タヌラ（英語版）
- OERY - キング・サルマン空軍基地（英語版） - リヤド
- OESB - シェイバ空港（英語版） - シェイバ（英語版）
- OESH (SHW) - シャルラ空港（英語版） - シャルラ（英語版）
- OESK (AJF) - アル・ジャウフ空港（英語版） - ジャウフ州
- OETB (TUU) - タブーク地域空港（英語版） - タブーク
- OETF (TIF) - ターイフ国際空港（英語版） - ターイフ
- OETH - Thumamah Airport（英語版） - Ath Thumamah
- OETN - タナジブ空港（英語版） - タナジブ（英語版）
- OETR (TUI) - トゥライフ空港（英語版） - トゥライフ（英語版）
- OEUD - Udhayliyah Airport（英語版） - Udhayliyah
- OEWD (WAE) - ワディ・アド・ダワシル空港（英語版） - ワディ・アド・ダワシル（英語版）
- OEWJ (EJH) - アル・ワジュフ空港（英語版） - ワジュフ（英語版）
- OEYN (YNB) - ヤンブー国内線空港（英語版） - ヤンブー

## OI - イラン
カテゴリと一覧も参照
- OIAA (ABD) - アーバーダーン空港 - アーバーダーン
- OIAD (DEF) - Dezful Airport（英語版） - デズフール
- OIAJ (OMI) - Omidiyeh Air Base（英語版） - Omidiyeh（英語版）
- OIAM (MRX) - Mahshahr Airport（英語版） - Mahshahr（英語版）
- OIAW (AWZ) - アフヴァーズ空港 - アフヴァーズ
- OIBB (BUZ) - ブーシェフル空港（英語版） - ブーシェフル
- OIBI (YEH) – Asalouyeh Airport（英語版） – Asalouyeh（英語版）
- OIBK (KIH) - キーシュ国際空港 - Kish, Iran（英語版）
- OIBL (BDH) - バンダレ・レンゲ空港（英語版） - バンダレ・レンゲ
- OIBP – ペルシア湾空港 – Khalije Fars
- OIBQ (KHK) - Khark Airport - ハールク島
- OIBS (SXI) - Sirri Island Airport（英語版） - Sirri Island（英語版）
- OIBV (LVP) - Lavan Airport（英語版） - Lavan Island（英語版）
- OICC (KSH) - シャヒード・アシュラーフィー・エスファハーニー空港 - ケルマーンシャー
- OICI (IIL) – イーラーム空港（英語版） – イーラーム
- OICK (KHD) - ホッラマーバード空港（英語版） - ホッラマーバード
- OICS (SDG) - サナンダジュ空港（英語版） - サナンダジュ
- OIFM (IFN) - エスファハーン・シャヒード・ベヘシュティー国際空港  - エスファハーン
- OIFS (CQD) – シャフレコルド空港（英語版） – シャフレ・コルド
- OIGG (RAS) - ラシュト空港（英語版） - ラシュト
- OIHH (HDM) - ハマダーン空港（英語版） - ハマダーン
- OIHS - Hamedan Air Base（英語版） (Shahrokhi Air Base) - ハマダーン
- OIID - Doshan Tappeh Air Base（英語版） - テヘラン
- OIIE (IKA) - エマーム・ホメイニー国際空港 - テヘラン
- OIII (THR) - メヘラーバード国際空港 - テヘラン
- OIKB (BND) - バンダレ・アッバース国際空港 - バンダレ・アッバース
- OIKJ (JYR) – ジーロフト空港（英語版） – ジーロフト
- OIKK (KER) - アーヤトッラー・ハーシェミー・ラフサンジャーニー空港 - ケルマーン
- OIKM (BXR) - バム空港 - バム
- OIKQ (GSM) – Dayrestan Airport（英語版） – ゲシュム島
- OIKR (RJN) - Rafsanjan Airport（英語版） - Rafsanjan（英語版）
- OIKY (SYJ) - Sirjan Airport（英語版） - Sirjan（英語版）
- OIMB (XBJ) - ビールジャンド空港（英語版） - ビールジャンド
- OIMC (CKT) - Sarakhs Airport - Sarakhs（英語版）
- OIMM (MHD) - マシュハド国際空港 - マシュハド
- OIMN (BJB) - ボジュヌールド空港（英語版） - ボジュヌールド
- OIMS (AFZ) – Sabzevar Airport（英語版） – Sabzevar（英語版）
- OIMT (TCX) - Tabas Airport（英語版） - Tabas（英語版）
- OING (GBT) – ゴルガーン空港（英語版） – ゴルガーン
- OINJ (BSM) – Bishe Kola Air Base（英語版） – Amol（英語版）
- OINN (NSH) – Noshahr Airport（英語版） – Noshahr（英語版）
- OINR (RZR) - ラームサル空港 - ラームサル
- OINZ (SRY) - Dasht-e Naz Airport（英語版） - サーリー
- OISA - Abadeh Airport - Abadeh（英語版）
- OISJ - ジャフロム空港（英語版） - ジャフロム
- OISL (LRR) – Larestan International Airport（英語版） – Lar, Iran（英語版）
- OISR (LFM) – Lamerd Airport（英語版） – Lamerd（英語版）
- OISS (SYZ) - シーラーズ国際空港 - シーラーズ
- OISY (YES) – ヤースージュ空港（英語版） – ヤースージュ
- OITK (KHY) – Khoy Airport（英語版） – Khoy（英語版）
- OITL (ADU) - アルダビール空港 - アルダビール
- OITP (PFQ) – Parsabad-Moghan Airport（英語版） – Parsabad（英語版）
- OITR (OMH) – オルーミーイェ空港 – オルーミーイェ
- OITT (TBZ) - タブリーズ国際空港 - タブリーズ
- OIYY (AZD) - シャヒード・サードゥーギー空港 - ヤズド
- OIZB (ACZ) - ザーボル空港 - ザーボル
- OIZC (ZBR) - Konarak Airport（英語版） - チャーバハール
- OIZH (ZAH) - ザーヘダーン国際空港（英語版） - ザーヘダーン

## OJ - ヨルダン
カテゴリと一覧も参照
- OJ40 - Al Azraq / Al Shaheed Muwaffaq Salti Air Base - Shaheed Mwaffaq
- OJAI (AMM) - クィーンアリア国際空港 - アンマン
- OJAM (ADJ) - Marka International Airport（英語版） - アンマン
- OJAQ (AQJ) - アカバ空港 - アカバ
- OJJR (JRS) - Atarot Airport（英語版）, under Jordan from 1948 till 1967, closed since the Second Intifada（英語版） - ヨルダン川西岸地区
- OJMF (OMF) - King Hussein Air Base（英語版）, マフラク - マフラク県

## OK - クウェート
カテゴリと一覧も参照
- OKAJ - アフマド・アル＝ジャービル空軍基地
- OKAS - アリ・アル・セーラム空軍基地（英語版）
- OKBK (KWI) - クウェート国際空港 - Al-Maqwa（英語版）, クウェート市近郊

## OL - レバノン
カテゴリと一覧も参照
- OLBA (BEY) - ベイルート航空基地（英語版）/ラフィク・ハリリ国際空港 - ベイルート
- OLKA (KYE) - Rene Mouawad Air Base（英語版） - Kleyate
- OLRA - Rayak Air Base（英語版） - Rayak（英語版）

## OM - アラブ首長国連邦
カテゴリと一覧も参照
- OMAA (AUH) - ザイード国際空港 - アブダビ
- OMAD (AZI) - アル・バティーン・エグゼクティブ空港 - アブダビ
- OMAL (AAN) - アルアイン国際空港 - アル・アイン
- OMAM (DHF) - アル・ダフラ空軍基地（英語版） - Muqatra
- OMDB (DXB) - ドバイ国際空港 - ドバイ
- OMDM (NHD) - アル・ミンハド空軍基地 - ドバイ
- OMFJ (FJR) - フジャイラ国際空港 - フジャイラ
- OMRK (RKT) - ラアス・アル＝ハイマ国際空港 - ラアス・アル＝ハイマ
- OMSJ (SHJ) - シャールジャ国際空港 - シャールジャ市
- OMDW (DWC) - アール・マクトゥーム国際空港 - ドバイ
- OMLW - アル＝サフラン空軍基地 - ザイード・シティ（英語版）
- OMNK (XXX) - Sas Al Nakheel Air Base - アブダビ

## OO - オマーン
カテゴリと一覧も参照
- OOKB (KHS) - ハサブ空港 - ハサブ
- OOMA (MSH) - マシーラ空軍基地 - マシーラ島
- OOMS (MCT) - マスカット国際空港 - マスカット
- OONR (OMM) - マルムール空港（英語版） - マルムール（英語版）
- OOSA (SLL) - サラーラ国際空港 - サラーラ
- OOTH (TTH) - スムライト空軍基地 - スムライト（英語版）

## OP - パキスタン
カテゴリと一覧も参照
- OPAB (AAW) - アボッターバード空港（英語版） - アボッターバード
- OPBN (BNP) - バンヌ空港（英語版） - バンヌ
- OPBW (BHV) - バハーワルプル空港（英語版） - バハーワルプル
- OPCH (CJL) - チトラル空港（英語版） - チトラル
- OPCL (CHB) - チラス空港（英語版） - チラス
- OPDB (DBA) - Dalbandin Airport（英語版） - Dalbandin（英語版）
- OPDG (DEA) - デラ・ガージ・カーン空港 - デラ・ガージ・カーン（英語版）
- OPDI (DSK) - Dera Ismail Khan Airport（英語版） - Dera Ismail Khan（英語版）
- OPFA (LYP) - ファイサラーバード国際空港（英語版） - ファイサラーバード
- OPGD (GWD) - グワーダル国際空港（英語版） - グワーダル
- OPGT (GIL) - ギルギット空港 - ギルギット
- OPIS (ISB) - イスラマバード国際空港 - イスラマバード
- OPJA (JAG) - ジャコババード飛行場 - Jacobabad（英語版）
- OPJI (JIW) - Jiwani Airport（英語版） - Jiwani（英語版）
- OPKC (KHI) - ジンナー国際空港 - カラチ
- OPKD (HDD) - ハイデラバード空港（英語版） - ハイデラバード
- OPKH (KDD) - Khuzdar Airport（英語版） - Khuzdar（英語版）
- OPKT (OHT) - PAF Base Kohat（英語版） - コハト
- OPLA (LHE) - アッラーマ・イクバール国際空港 - ラホール
- OPLH       - Walton Airport（英語版） - ラホール
- OPMA (XJM) - Mangla Airport（英語版） - Mangla（英語版）
- OPMF (MFG) - ムザファラバード空港（英語版） - ムザファラバード
- OPMI (MWD) - ミワンワリー飛行場 - Mianwali（英語版）
- OPMJ (MJD) - モヘンジョダロ空港 - モヘンジョダロ
- OPMP (MPD) - Sindhri Airport（英語版） - Sindhri Tharparkar（英語版）
- OPMR       - マスルール飛行場 - カラチ
- OPMS (MNS) - PAF Base Minhas（英語版） (Kamra Air Base) - Kamra（英語版）
- OPMT (MUX) - ムルターン国際空港 - ムルターン
- OPNH (WNS) - Nawabshah Airport（英語版） - Nawabshah（英語版）
- OPOR (ORW) - オルマーラ空港（英語版） - オルマーラ
- OPPC (PAJ) - Parachinar Airport（英語版） - Parachinar（英語版）
- OPPG (PJG) - Panjgur Airport（英語版） - Panjgur（英語版）
- OPPI (PSI) - パスニ空港（英語版） - パスニ
- OPPS (PEW) - バシャ・カーン国際空港 - ペシャーワル
- OPQS       - Dhamial Army Airbase（英語版） - ラーワルピンディー
- OPQT (UET) - クエッタ国際空港 - クエッタ
- OPRK (RYK) - Shaikh Zayed International Airport (Rahim Yar Khan)（英語版） - Rahim Yar Khan（英語版）
- OPRN (RWP) - ベナジル・ブット国際空港 / en:PAF Base Nur Khan - ラーワルピンディー
- OPRQ       - PAF Base Rafiqui（英語版） (Shorkot Air Base) - Shorkot（英語版）
- OPRT (RAZ) - Rawalakot Airport（英語版） - Rawalakot（英語版）
- OPSW (RZS) - Sawan Airport（英語版） - Sawan Gas Field（英語版）
- OPSB (SBQ) - Sibi Airport（英語版） - Sibi（英語版）
- OPSD (KDU) - スカルドゥ空港（英語版） - スカルドゥ
- OPSK (SKZ) - サッカル空港（英語版） - サッカル
- OPSN (SYW) - Sehwan Sharif Airport（英語版） - Sehwan Sharif（英語版）
- OPSR (SGI) - PAF Base Mushaf（英語版） - サルゴーダー
- OPSS (SDT) - Saidu Sharif Airport（英語版） - Saidu Sharif（英語版）
- OPST (SKT) - シアールコート国際空港（英語版） - シアールコート
- OPSU (SUL) - Sui Airport（英語版） - Sui (Balochistan)（英語版）
- OPSX (SWN) - Sahiwal Airport - Sahiwal（英語版）
- OPTA (TLB) - Tarbela Dam Airport（英語版） - Tarbela Dam（英語版）
- OPTU (TUK) - Turbat Airport（英語版） - Turbat（英語版）
- OPZB (PZH) - Zhob Airport（英語版） - Zhob（英語版）

## OR - イラク
カテゴリと一覧も参照
- ORAA - アル・アサード航空基地 - アンバール県
- ORAI - イスカンダリーヤ空港 - イスカンダリーヤ
- ORAN - ナマニヤ空港 - ナマニヤ（英語版）
- ORAT - タカダム空軍基地（英語版） - アンバール県
- ORBD - バラド・サウスイースト空港（英語版） - バクル（英語版）
- ORBI (BGW) - バグダード国際空港 - バグダード (2003年にORBSから変更)
- ORBM (OSM) - モースル国際空港（英語版） - モースル
- ORBR - バシュル空港 - クルディスタン地域
- ORER (EBL) - アルビール国際空港 - アルビール
- ORJA - ジャリバー・サウスイースト空港（英語版） - ジャリバー（英語版）
- ORKK (KIK) - キルクーク空港（英語版） - キルクーク
- ORMM (BSR) - バスラ国際空港 - バスラ
- ORQT - カサール・タール空港 - カサール・タール
- ORQW - ケイヤラ・ウエスト空港（英語版） - ケイヤラ（英語版）
- ORSH - Al Sahra Army Airfield（英語版） - ティクリート
- ORSU - スレイマニヤ国際空港 - スレイマニヤ, クルディスタン地域
- ORTF - タル・アファル陸軍飛行場（英語版） - タル・アファル
- ORTI - タジ陸軍飛行場（英語版） - タジ（英語版）
- ORTK - ティクリート・イースト空港 - ティクリート
- ORTL - アリ空軍基地（英語版） - ナーシリーヤ
- ORTS - ティクリート・サウス空港 - ティクリート
- ORUB - ウバイダー・ビン・アル・ジャラー空港（英語版） - クート
- ORUQ - ウンム・カスル空港 - ウンム・カスル

## OS - シリア
カテゴリと一覧も参照
- OSAP (ALP) - アレッポ国際空港 - アレッポ
- OSDI (DAM) - ダマスカス国際空港 - ダマスカス
- OSDZ (DEZ) - デリゾール空港（英語版） - デリゾール
- OSKL (KAC) - カーミシュリー空港（英語版） - カーミシュリー
- OSLK (LTK) - バーセル・アサド国際空港（英語版） - ラタキア
- OSPR (PMS) - パルミラ空港（英語版） - パルミラ

## OT - カタール
カテゴリと一覧も参照
- OTBD - ドーハ国際空港 - ドーハ
- OTBH - アル・ウデイド空軍基地 - ドーハ
- OTHH (DOH) - ハマド国際空港 - ドーハ

## OY - イエメン
カテゴリと一覧も参照
- OYAA (ADE) - アデン国際空港 - アデン
- OYAB (EAB) - Abbs Airport（英語版） - Abbs, Yemen
- OYAT (AXK) - アタク空港（英語版） - アタク
- OYBN (BHN) - ベイハン空港（英語版） - ベイハン（英語版）
- OYBQ (BUK) - Al-Bough Airport - Al-Bough
- OYGD (AAY) - ガイダ空港（英語版） - ガイダ（英語版）
- OYHD (HOD) - フダイダ国際空港（英語版） - フダイダ
- OYMB (MYN) - マアリブ空港（英語版） - マアリブ
- OYMK (UKR) - ムケイリス空港（英語版） - ムケイリス（英語版）
- OYQN (IHN) - Qishn Airport - Qishn（英語版）
- OYRN (RIY) - リヤン空港（英語版） - ムカッラー
- OYSH (SYE) - サアーダ空港（英語版） - サアダ（英語版）
- OYSN (SAH) - サヌア国際空港 - サナア
- OYSQ (SCT) - モーリ空港 - ソコトラ島
- OYSY (GXF) - サユーン空港（英語版） - サユーン
- OYTZ (TAI) - タイズ国際空港（英語版） - タイズ